# 卡爾章克申 (密蘇里州)
卡爾章克申（英語：Carl Junction）是位於美國密蘇里州賈斯珀縣的城市。

## 人口
根據2020年美國人口普查的數據，卡爾章克申的面積為14.52平方千米，當中陸地面積為14.17平方千米，而水域面積為0.34平方千米。當地共有人口8143人，而人口密度為每平方千米561人。